# ルイス・ロペス (1973年生の内野手)
ルイス・ロペス（Luis Lopez , 1973年10月5日 - ）は、アメリカ合衆国ニューヨーク州出身の元プロ野球選手（内野手）。右投右打。

## 経歴
1995年、アメリカのプロ野球独立リーグであるノーザンリーグのセントポール・セインツ（現在は、アメリカン・アソシエーションに所属）に入団。
1996年より、メジャーリーグベースボール（MLB）のトロント・ブルージェイズ傘下のマイナーリーグ所属チームでプレー。2001年にMLB初昇格。
2002年～2003年はオークランド・アスレチックス傘下のマイナーチーム、2004年にはアトランタ・ブレーブス傘下のマイナーチームとモントリオール・エクスポズでプレーした。
2005年、新設された球団・東北楽天ゴールデンイーグルスにデイモン・マイナーと共に打線の中核を担う存在を期待され入団。オープン戦から大当たりし、本拠地開幕戦（フルキャストスタジアム宮城のこけら落とし）の4月1日の西武戦でも1回に本塁打するなど出足は上々であった・そしてこの本塁打が楽天球団の外国人選手初の本塁打となった。このようにたまに場内を沸かせる本塁打を打ったかと思えば三振や凡打が甚だしく守備面でも雑な面があった。それでも日本の野球やチームに溶け込む浸透度がかなり良いという評価もあり、シーズン通しては118試合の出場で打率.223ながら12本塁打で得点圏打率は.314を記録。2005年のフルスタ宮城での最終戦で代打ホームランを放った。最終的にはデイモンよりはましな結果を残したとはいえ物足りなさは否めず、結局同年限りで戦力外通告を受けた。
帰国後、2006年は、アメリカン・アソシエーションのリンカーン・ソルトドッグス、アトランティックリーグのカムデン・リバーシャークス、メキシカンリーグでプレー。2007年は、カムデン・リバーシャークスでプレーした後、カナディアン・アメリカン・リーグのノースショア・スピリット、アトランティックリーグのヨーク・レボリューションと独立リーグの球団やマイナー、メキシカンリーグを転々とした。
2008年からアトランティックリーグのブリッジポート・ブルーフィッシュに所属。全135試合に主に三塁手として出場し、511打数161安打、打率.315、5本塁打、77打点を記録。2012年にはオールスターに出場。
2014年にはブリッジポート・ブルーフィッシュ所属選手の球団通算安打記録を更新し、新設された球団の「Wall of honer（名誉の壁）」の第一号として表彰され、この年を最後に現役を引退した。

## 人物
楽天時代の応援歌は、同球団応援団「全国荒鷲連合」が制作した選手別応援歌の第1号である。応援歌は「ドリフ大爆笑」オープニングテーマ（原曲は戦前に作られた流行歌「隣組」）の替え歌である。
楽天の初代4番として名を残しているがマイナーリーグで首位打者の経験もあり、どちらかといえばホームランアーティストではなく鋭いライナーを飛ばす打者であった。
三振や守備範囲の狭さが目立つなど打撃は荒削りで守備は雑だったが、楽天でのシーズン唯一の三塁打を放った際には、三塁へのヘッドスライディングを敢行するなどハッスルプレーもあった。

## 詳細情報

### 年度別打撃成績
| 年 度    | 球 団    | 試 合 | 打 席 | 打 数 | 得 点 | 安 打 | 二 塁 打 | 三 塁 打 | 本 塁 打 | 塁 打 | 打 点 | 盗 塁 | 盗 塁 死 | 犠 打 | 犠 飛 | 四 球 | 敬 遠 | 死 球 | 三 振 | 併 殺 打 | 打 率 | 出 塁 率 | 長 打 率 | O P S |
| -------- | -------- | ----- | ----- | ----- | ----- | ----- | -------- | -------- | -------- | ----- | ----- | ----- | -------- | ----- | ----- | ----- | ----- | ----- | ----- | -------- | ----- | -------- | -------- | ----- |
| 2001     | TOR      | 41    | 128   | 119   | 10    | 29    | 4        | 0        | 3        | 42    | 10    | 0     | 0        | 1     | 0     | 8     | 1     | 0     | 16    | 10       | .244  | .291     | .353     | .644  |
| 2004     | MON      | 11    | 27    | 26    | 0     | 4     | 0        | 0        | 0        | 4     | 0     | 0     | 0        | 0     | 0     | 0     | 0     | 1     | 9     | 1        | .154  | .185     | .154     | .339  |
| 2005     | 楽天     | 118   | 367   | 336   | 29    | 75    | 16       | 1        | 12       | 129   | 49    | 0     | 0        | 0     | 2     | 25    | 0     | 4     | 61    | 9        | .223  | .283     | .384     | .667  |
| MLB：2年 | MLB：2年 | 52    | 155   | 145   | 10    | 33    | 4        | 0        | 3        | 46    | 10    | 0     | 0        | 1     | 0     | 8     | 1     | 1     | 25    | 11       | .228  | .273     | .317     | .590  |
| NPB：1年 | NPB：1年 | 118   | 367   | 336   | 29    | 75    | 16       | 1        | 12       | 129   | 49    | 0     | 0        | 0     | 2     | 25    | 0     | 4     | 61    | 9        | .223  | .283     | .384     | .667  |

### 記録
NPB
- 初出場・初先発出場：2005年3月26日、対千葉ロッテマリーンズ1回戦（千葉マリンスタジアム）、4番・三塁手で先発出場
- 初打席：同上、1回表に清水直行から死球
- 初安打・初打点：2005年3月29日、対福岡ソフトバンクホークス2回戦（福岡Yahoo! JAPANドーム）、1回表に杉内俊哉から投手適時内野安打
- 初本塁打：2005年4月1日、対西武ライオンズ1回戦（フルキャストスタジアム宮城）、1回裏に岡本篤志から左越3ラン

### 背番号
- 12 （2001年）
- 37 （2004年）
- 42 （2005年）